# Варняй
Ва́рняй (лит. Varniai, ранее Ворны, Медники, нем. Medeniken) — город в Тельшяйском районе Тельшяйского уезда Литвы. Население — 1310 человек (согласно переписи 2005 года).

## Положение и общая характеристика
Располагается в 33 км к югу от Тельшяй при реке Варняле (впадает в озеро Биржулис), неподалёку от озера Лукштас. Шоссе соединяет город с Тельшяй, Тверай, Лаукувой, Ужвентисом.
Имеются католические храмы Святых апостолов Петра и Павла и Святого Александра, древообрабатывающее предприятие „EG Medinukai“, почтовое отделение, больница, гимназия имени Мотеюса Валанчюса, филиал Тельшяйской музыкальной школы, ясли-детсад, библиотека (с 1938 года).
К достопримечательностям относятся Музей Жемайтийского епископства, основанный в 1999 году, и дом епископа Мотеюса Валанчюса, в котором он жил в 1850—1864 годах. В северо-восточной части города находится Варняйский могильник. На озере Лукштас проходит ежегодный музыкальный фестиваль „Bliuzo naktys“.

## История
До XV века город был известен как Медники (Medininkai), и был одним из главных центров Жемайтии. В 1314, 1316, 1320, 1355, 1387, 1393, 1399 годах на Медники нападали крестоносцы, в 1389 году жемайты при Медниках разбили отряд Тевтонского ордена. .
В 1413 году король Ягайло и князь Витовт уничтожили местное языческое капище и окрестили людей. В 1416 году здесь был построен христианский храм, в 1417 году — кафедральный собор. Город стал резиденцией литовского архиепископа (в середине XIX века резиденция была перемещена в Каунас) и центром христианизации Жемайтии.
В 1417 Медники получили права города. В XVI веке город стал называться Варняй.
В 1795 году в результате третьего раздела Польши местечко Ворни вошло в Тельшевский уезд Виленской губернии Российской империи. В 1842 году в составе уезда было включено во вновь образованную Ковенскую губернию, являлось центром Ворненской волости.
В 1950—1962 годах Варняй был центром Варняйского района Литовской ССР.

## Население
| Год  | Численность | Численность |
| ---- | ----------- | ----------- |
| 2001 | 1359        | [ 1 ]       |
| 2002 | 1343        | [ 1 ]       |
| 2003 | 1347        | [ 1 ]       |
| 2004 | 1326        | [ 1 ]       |
| 2005 | 1325        | [ 1 ]       |
| 2006 | 1305        | [ 1 ]       |
| 2007 | 1280        | [ 1 ]       |
| 2008 | 1261        | [ 1 ]       |
| 2009 | 1235        | [ 1 ]       |
| 2010 | 1208        | [ 1 ]       |
| 2011 | 1138        | [ 1 ]       |
| 2012 | 1125        | [ 1 ]       |
| 2013 | 1090        | [ 1 ]       |
| 2014 | 1084        | [ 1 ]       |
| 2015 | 1104        | [ 1 ]       |
| 2016 | 1079        | [ 1 ]       |
| 2017 | 1041        | [ 5 ]       |
| 2018 | 1006        | [ 6 ]       |
| 2019 | 980         | [ 1 ]       |
| 2020 | 961         | [ 1 ]       |
| 2021 | 884         | [ 1 ]       |
| 2022 | 869         | [ 1 ]       |
| 2023 | 854         | [ 1 ]       |

## Достопримечательности
- Костёл святого Александра — старейший храм в Жемайтии.

## Галерея

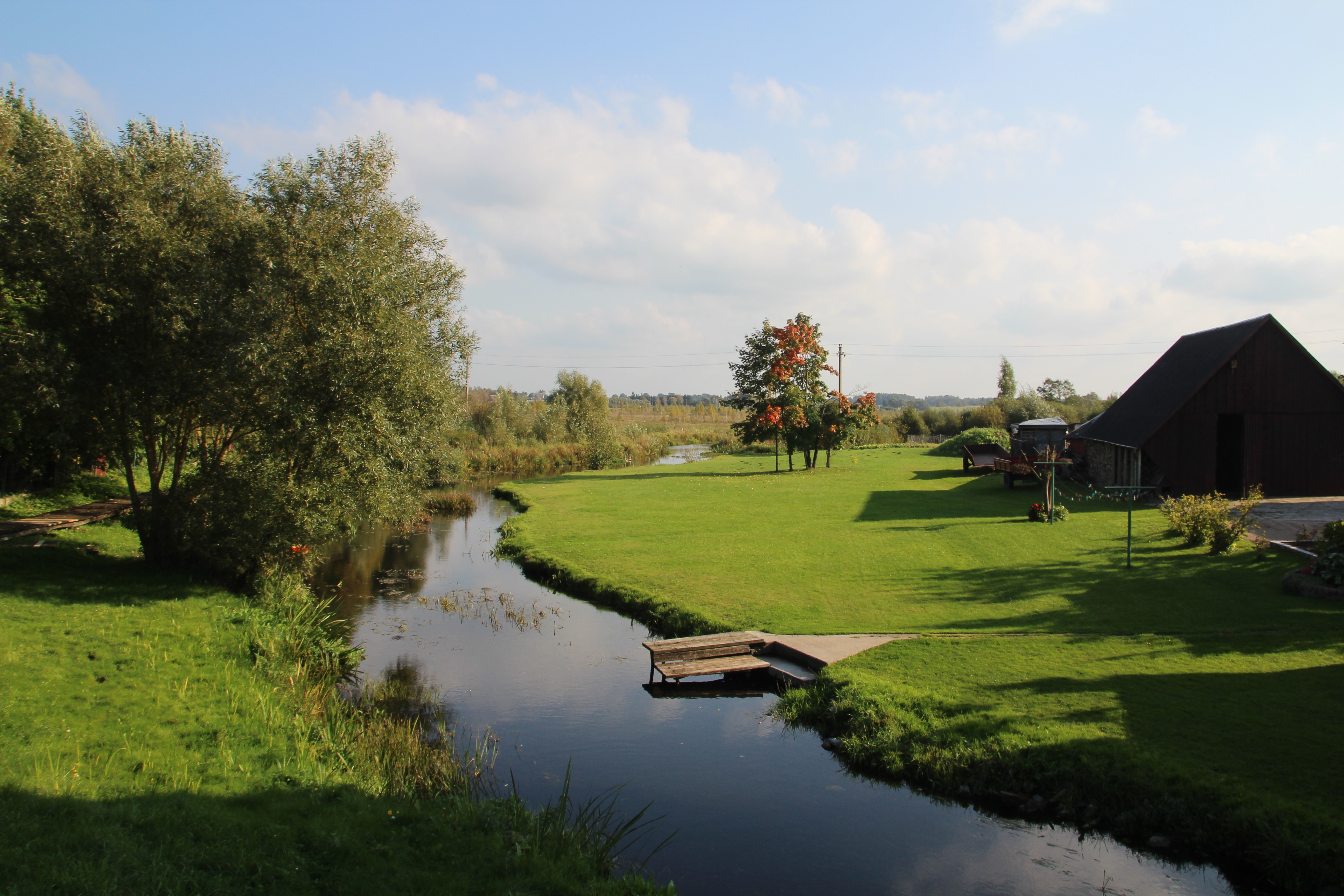
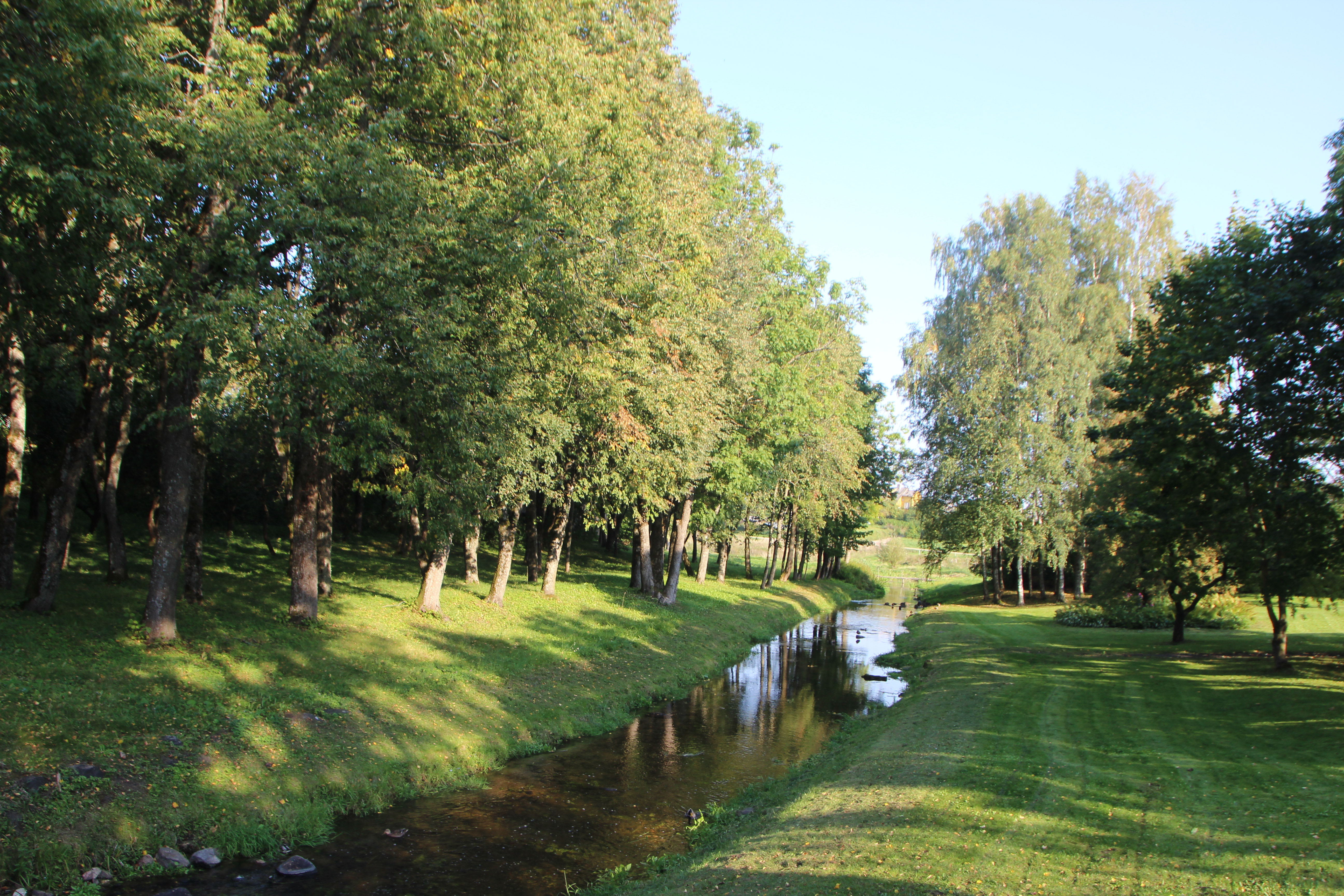
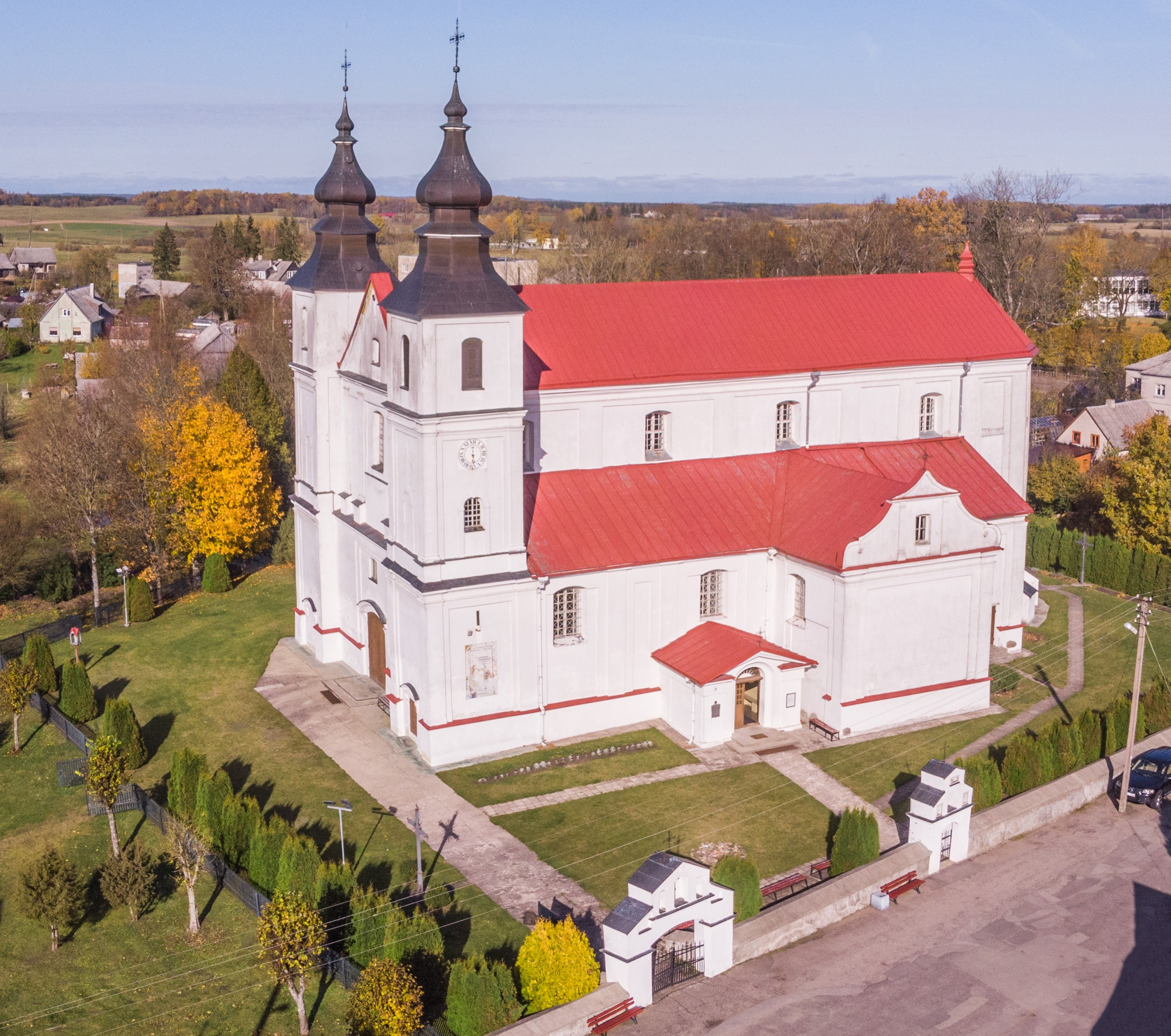
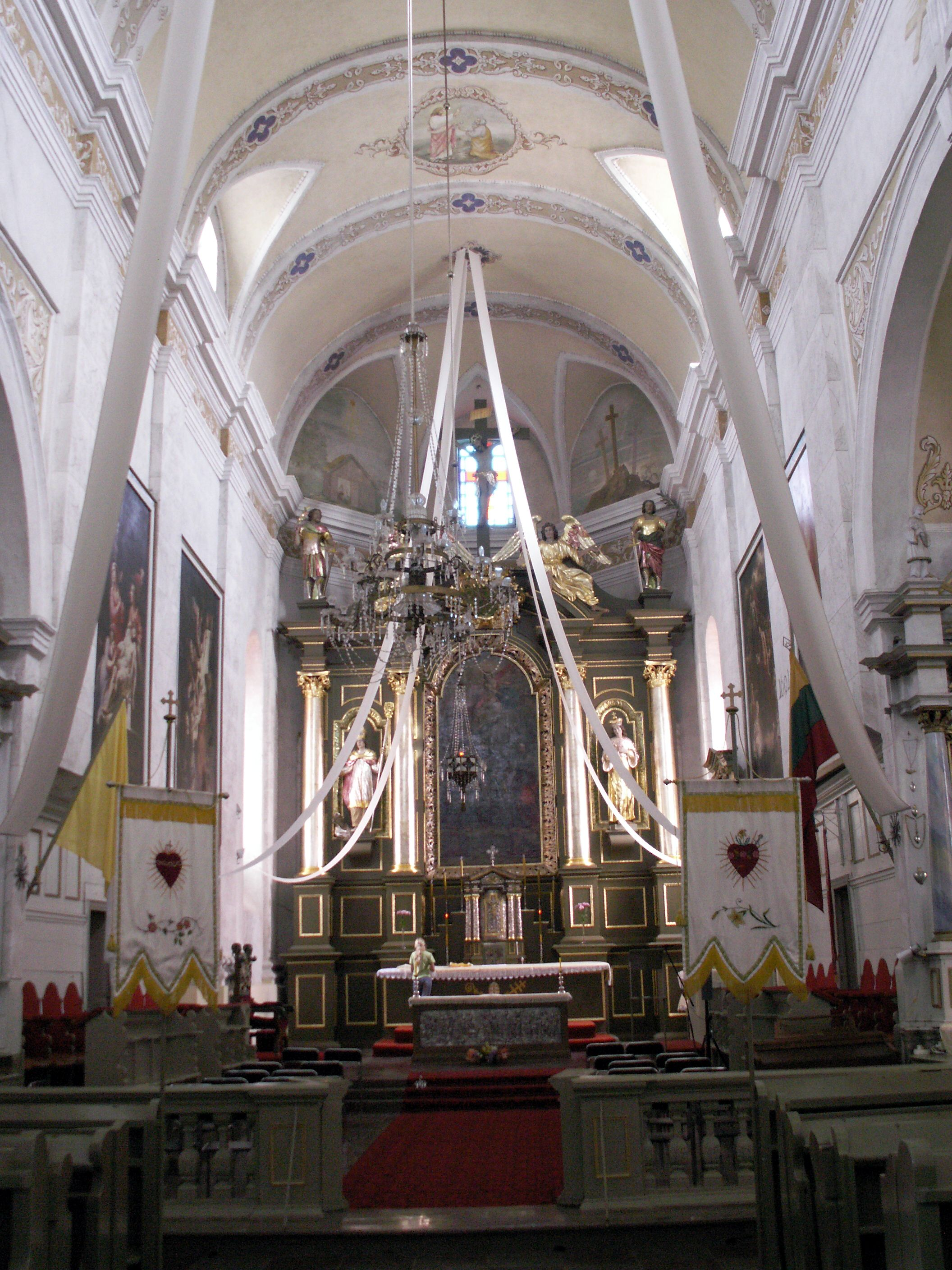
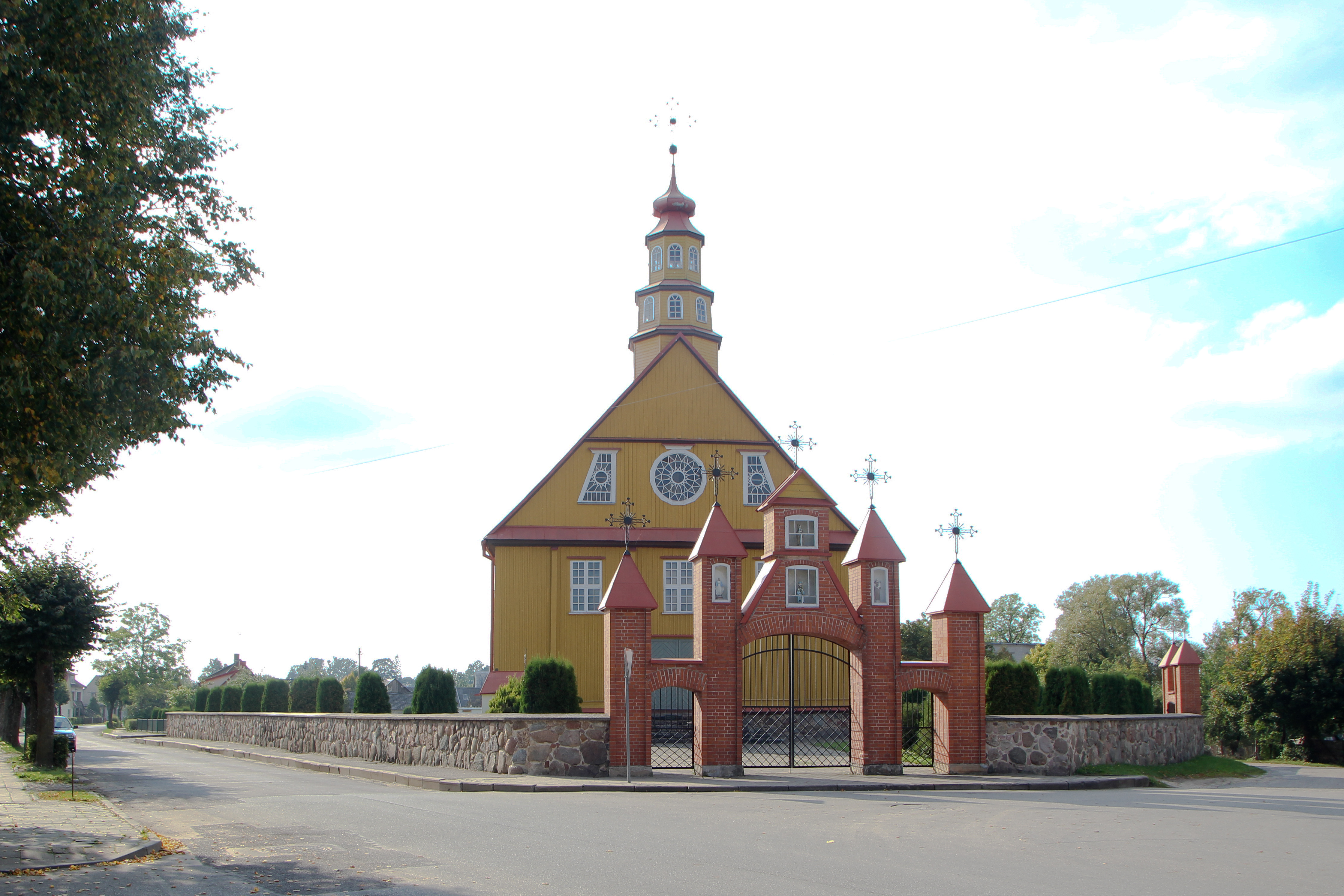
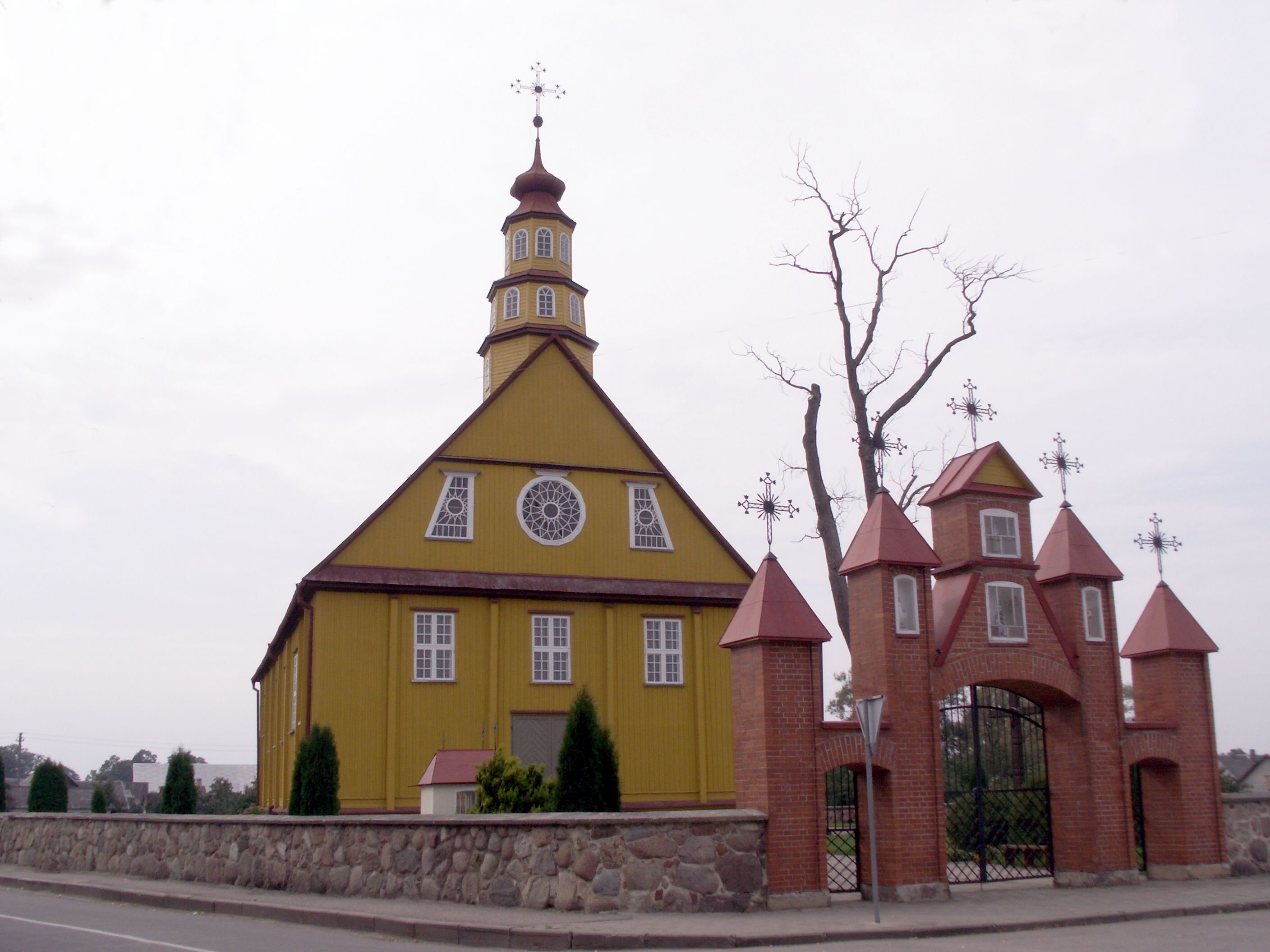
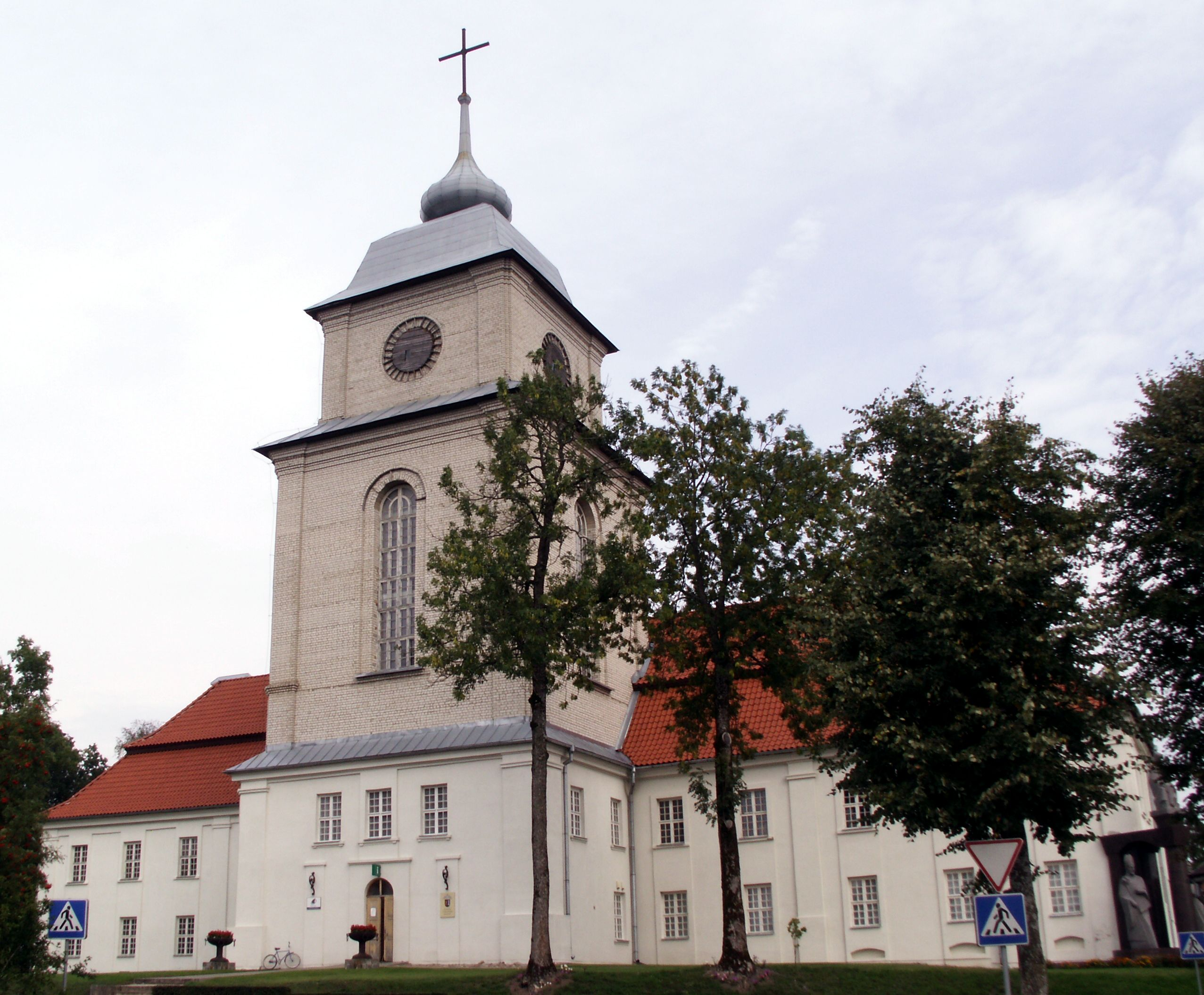
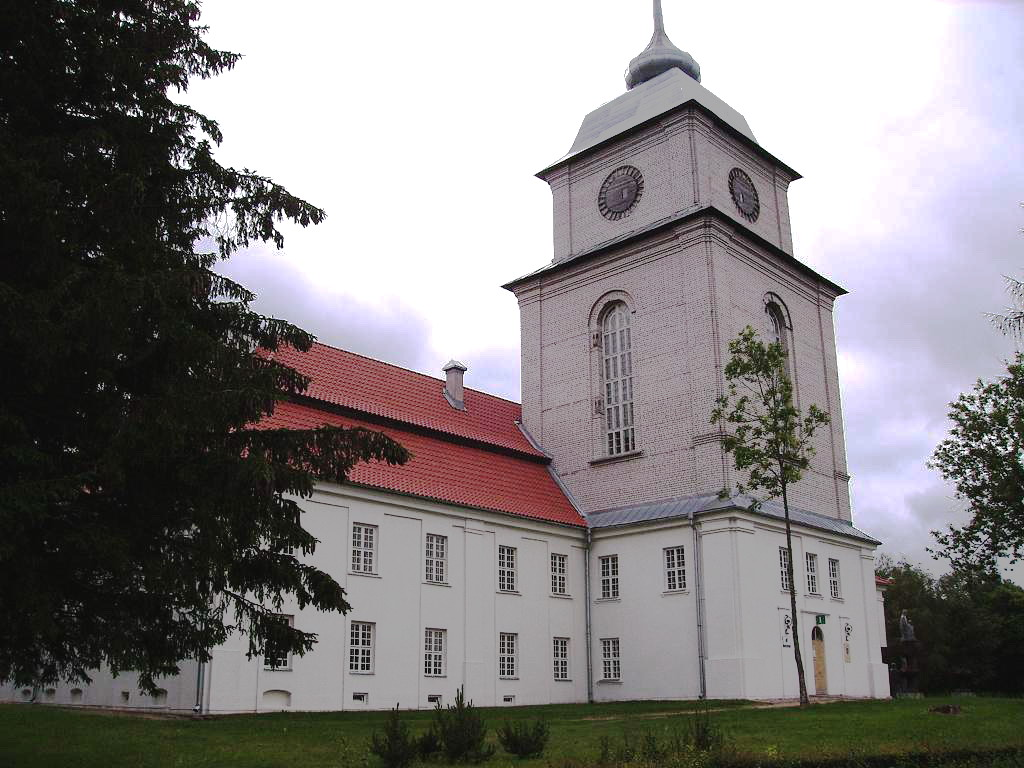
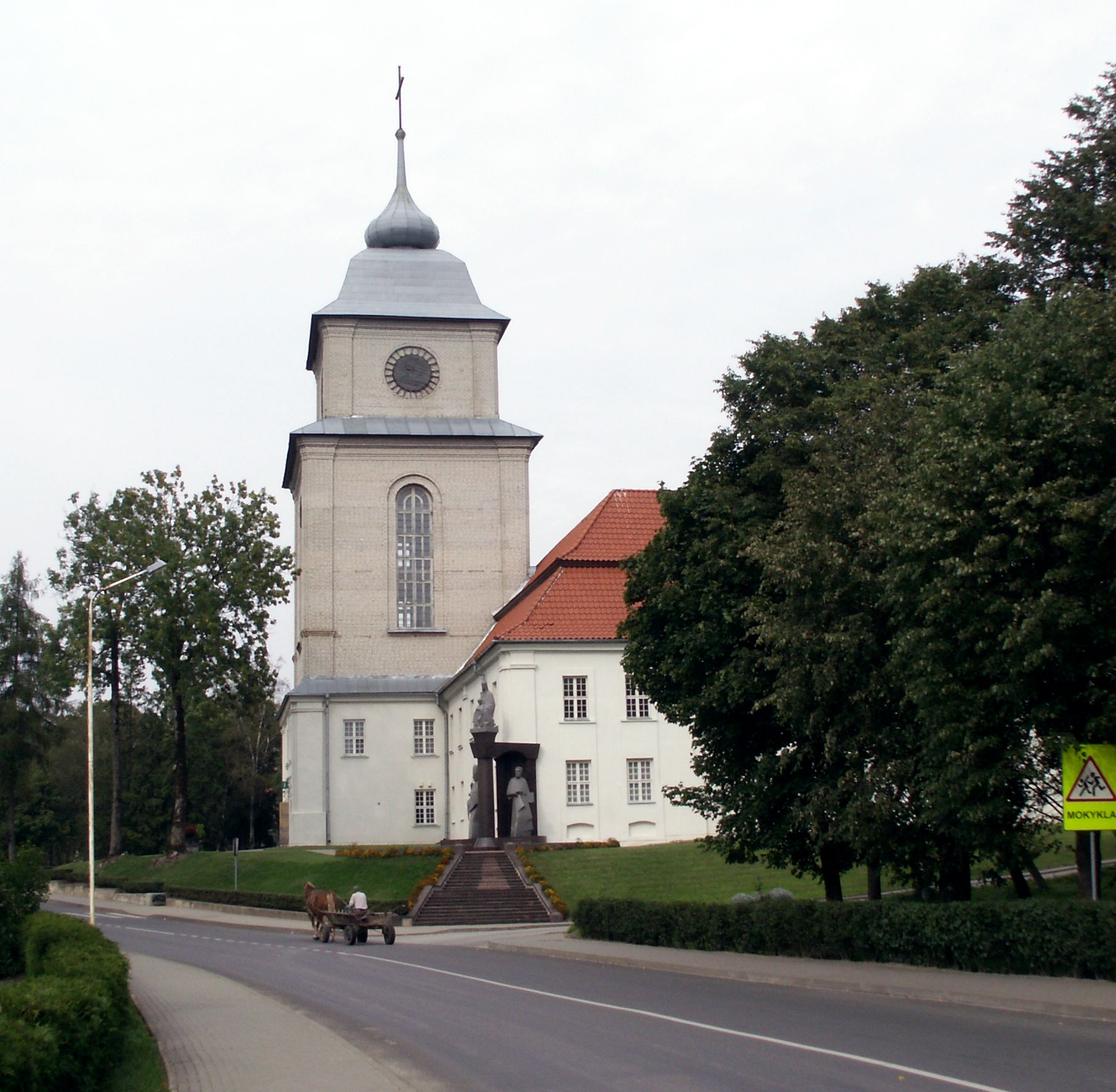
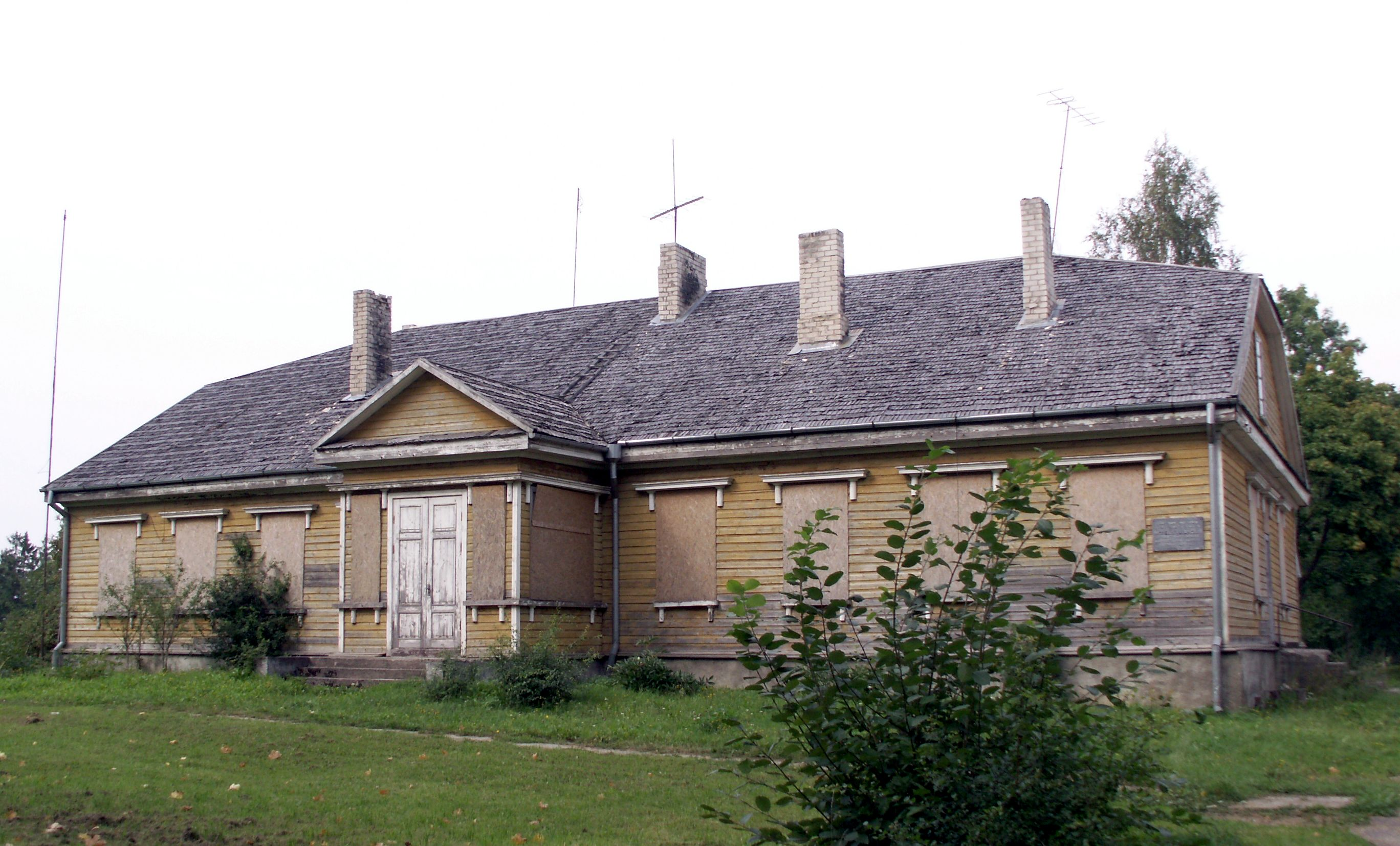
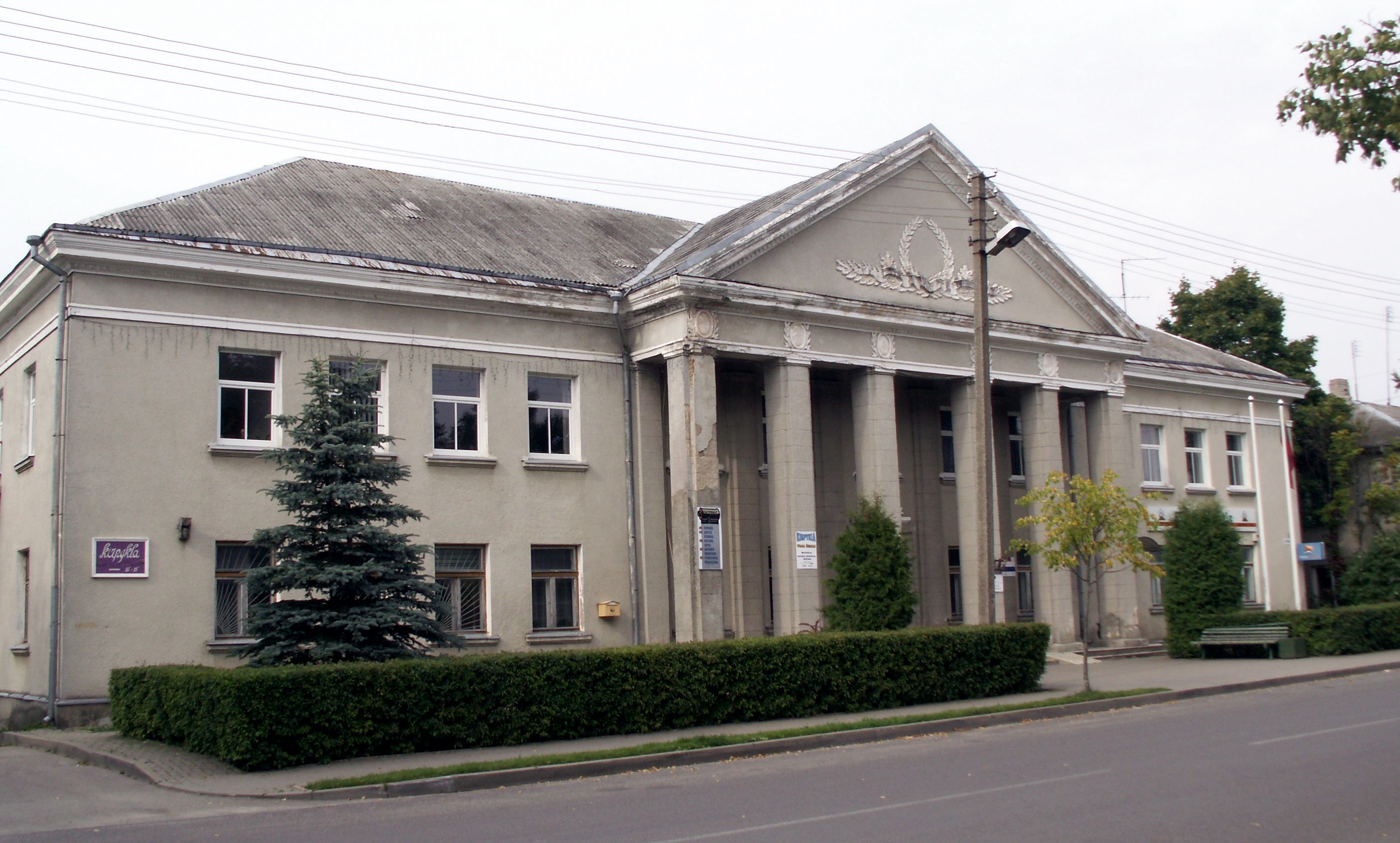
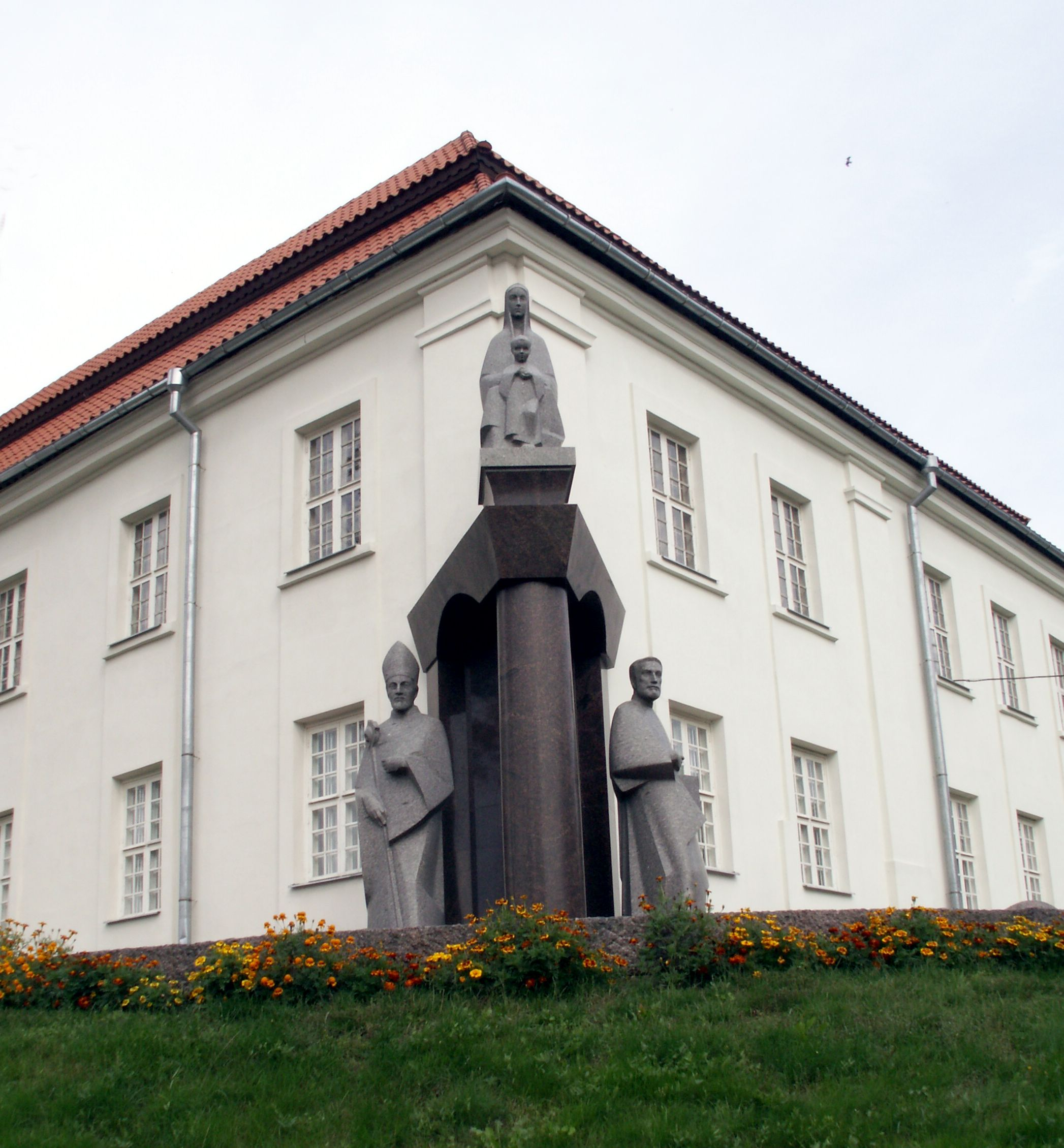